# Mas d'Obiols
Mas d'Obiols és una masia del municipi d'Avià protegida com a bé cultural d'interès local.

## Descripció
Masia ubicada al costat de l'església; està estructurada en planta baixa i tres pisos feta amb carreus de pedra irregulars sense treballar, parcialment arrebossat. La seva coberta és a dues aigües amb teula àrab. Les obertures són de petites dimensions, allindanades i disposades de forma arbitrària.
Pel que fa a l'interior, és destacable la sala que conserva una capella dedicada a la Verge. Les modificacions que ha sofert amb el temps no han afectat gaire la seva estructura original. Les arcades de migjorn són posteriors.

## Història
Dins la porta trobem una llinda on hi figura la data de 1670. L'alou i l'església d'Obiols foren cedits pel comte Guifré el Pelós (finals del segle IX) al monestir de Santa Maria de Ripoll; esdevingueren un dels puntals de la repoblació del territori en aquesta zona del Berguedà. Prop de la masia i de l'església hi ha restes del que fou una torre de fusta d'un primer castell carolingi en aquesta línia de frontera. A l'interior de la casa s'hi han trobat tombes antropomorfes de la mateixa tipologia que les dels voltants de l'església.